# Liste der belgischen Abgeordneten zum EU-Parlament (2024–2029)
Die Liste der belgischen Abgeordneten zum EU-Parlament (2024–2029) listet alle belgischen Mitglieder des 10. Europäischen Parlamentes nach der Europawahl in Belgien 2024 auf.

## Aktuelle Mandatsstärke der Parteien
- GUE/NGL: 2
- S&D: 4
- G/EFA: 2
- RE: 5
- EVP: 3
- EKR: 3
- PfE: 3

| Nationale Partei | Mandate | Fraktion                                                     |
| --- | ------- | ------------------------------------------------------------ |
| Mouvement Réformateur (MR) 000(Französische Gemeinschaft, Deutschsprachige Gemeinschaft)                                                                        | 03      | Renew Europe (RE)                                            |
| Open Vlaamse Liberalen en Democraten (Open VLD) 000(Flämische Gemeinschaft)                                                                                     | 01      | Renew Europe (RE)                                            |
| Les Engagés (LE) 000(Französische Gemeinschaft) | 01      | Renew Europe (RE)                                            |
| Parti Socialiste (PS) 000(Französische Gemeinschaft, Deutschsprachige Gemeinschaft)                                                                             | 02      | Fraktion der Progressiven Allianz der Sozialdemokraten (S&D) |
| Vooruit 000(Flämische Gemeinschaft) | 02      | Fraktion der Progressiven Allianz der Sozialdemokraten (S&D) |
| Christen-Democratisch en Vlaams (CD&V) 000(Flämische Gemeinschaft)                                                                                              | 02      | Fraktion der Europäischen Volkspartei (EVP)                  |
| Christlich Soziale Partei (CSP) 000(Deutschsprachige Gemeinschaft)                                                                                              | 01      | Fraktion der Europäischen Volkspartei (EVP)                  |
| Nieuw-Vlaamse Alliantie (N-VA) 000(Flämische Gemeinschaft) | 03      | Europäische Konservative und Reformer (EKR)                  |
| Vlaams Belang (VB) 000(Flämische Gemeinschaft) | 03      | Patrioten für Europa (PfE)                                   |
| Partij van de Arbeid van België / Parti du Travail de Belgique (PVDA/PTB) 000(Flämische Gemeinschaft, Französische Gemeinschaft, Deutschsprachige Gemeinschaft) | 02      | Die Linke im Europäischen Parlament – GUE/NGL                |
| Ecolo 000(Französische Gemeinschaft, Deutschsprachige Gemeinschaft)                                                                                             | 01      | Die Grünen/Europäische Freie Allianz (G/EFA)                 |
| Groen 000(Flämische Gemeinschaft) | 01      | Die Grünen/Europäische Freie Allianz (G/EFA)                 |
| SUMME | 22      |                                                              |

## Abgeordnete
| Bild | Name                 | geb. | MEP seit      | Wahlkreis                        | Partei  | Fraktion | Kommentar |
| ---- | -------------------- | ---- | ------------- | -------------------------------- | ------- | -------- | --------- |
|      | Gerolf Annemans      | 1958 | 2. Juli 2019  | Niederländischspr. Wahlkollegium | VB      | PfE      |           |
|      | Pascal Arimont       | 1974 | 2. Juli 2019  | Deutschspr. Wahlkollegium        | CSP     | EVP      |           |
|      | Wouter Beke          | 1974 | 16. Juli 2024 | Niederländischspr. Wahlkollegium | CDV     | EVP      |           |
|      | Barbara Bonte        | 1983 | 16. Juli 2024 | Niederländischspr. Wahlkollegium | VB      | PfE      |           |
|      | Marc Botenga         | 1980 | 2. Juli 2019  | Französischspr. Wahlkollegium    | PVDA    | GUE/NGL  |           |
|      | Kathleen Van Brempt  | 1969 | 2. Juli 2019  | Niederländischspr. Wahlkollegium | Vooruit | S&D      |           |
|      | Saskia Bricmont      | 1985 | 2. Juli 2019  | Französischspr. Wahlkollegium    | Ecolo   | G/EFA    |           |
|      | Benoît Cassart       |      | 16. Juli 2024 | Französischspr. Wahlkollegium    | MR      | RE       |           |
|      | Estelle Ceulemans    | 1970 | 16. Juli 2024 | Französischspr. Wahlkollegium    | PS      | S&D      |           |
|      | Olivier Chastel      | 1964 | 2. Juli 2019  | Französischspr. Wahlkollegium    | MR      | RE       |           |
|      | Kris Van Dijck       | 1963 | 16. Juli 2024 | Niederländischspr. Wahlkollegium | NVA     | EKR      |           |
|      | Assita Kanko         | 1980 | 2. Juli 2019  | Niederländischspr. Wahlkollegium | NVA     | EKR      |           |
|      | Rudi Kennes          | 1959 | 16. Juli 2024 | Niederländischspr. Wahlkollegium | PVDA    | GUE/NGL  |           |
|      | Saraswati Matthieu   | 1981 | 1. Okt. 2020  | Niederländischspr. Wahlkollegium | Groen   | G/EFA    |           |
|      | Johan Van Overtveldt | 1980 | 2. Juli 2019  | Niederländischspr. Wahlkollegium | NVA     | EKR      |           |
|      | Elio Di Rupo         | 1951 | 16. Juli 2024 | Französischspr. Wahlkollegium    | PS      | S&D      |           |
|      | Liesbet Sommen       |      | 16. Juli 2024 | Niederländischspr. Wahlkollegium | CDV     | EVP      |           |
|      | Bruno Tobback        | 1969 | 16. Juli 2024 | Niederländischspr. Wahlkollegium | Vooruit | S&D      |           |
|      | Hilde Vautmans       | 1972 | 2. Juli 2019  | Niederländischspr. Wahlkollegium | VLD     | RE       |           |
|      | Tom Vandendriessche  | 1958 | 2. Juli 2019  | Niederländischspr. Wahlkollegium | VB      | PfE      |           |
|      | Yvan Verougstraete   | 1975 | 16. Juli 2024 | Französischspr. Wahlkollegium    | LE      | RE       |           |
|      | Sophie Wilmès        | 1975 | 16. Juli 2024 | Französischspr. Wahlkollegium    | MR      | RE       |           |